# Lard of the Dance
«Lard of the Dance» —«La grasa del baile» en España y «La sazón del baile» en Hispanoamérica— es el primer episodio de la décima temporada de Los Simpson, emitido por primera vez en Estados Unidos el 23 de agosto de 1998 en la cadena FOX. En él, Homer descubre que se puede conseguir dinero a partir del almacenamiento y la posterior venta de grasa, pero finalmente desiste de ello tras un desagradable encuentro con el jardinero Willie, a quien quería robarle el aceite de las freidoras. Al mismo tiempo, Lisa trata de integrar en el colegio a una nueva alumna a la que le gusta ir a la moda, pero esta acaba por querer preparar un baile escolar que al final no acaba saliendo oportunamente por la todavía mentalidad infantil de los niños.
El episodio fue dirigido por Dominic Polcino, mientras que el guion fue obra de Jane O'Brien, cuyas ideas vienen de una conversación que tuvo con Mike Scully acerca de cómo las chicas suelen desarrollarse mentalmente más rápido. Por su parte, Lisa Kudrow fue la estrella invitada del episodio e hizo el papel de Alex Whitney, la nueva estudiante de Springfield. En general, recibió críticas positivas, aunque algunos señalaron que se notaban los refritos de episodios anteriores.

## Sinopsis
Tras la vuelta de las compras con motivo de la reanudación del curso escolar, Homer aprende de Apu que se puede ganar dinero vendiendo grasa. En consecuencia, este empieza a freír panceta en grandes cantidades durante el desayuno para hacer beneficios y se lleva a Bart como su compañero de negocios, por lo que le fuerza a abandonar el colegio. Al mismo tiempo, en el primer día de clase, Lisa se ofrece de voluntaria para enseñar las instalaciones del colegio a Alex Whitney, una alumna nueva a la que le gusta estar a la moda. Para ayudarle a hacer nuevos amigos, se lleva a Sherri, Terri, Allison Taylor y Janey a comer con la recién llegada, pero en un instante abandonan a Lisa tras emocionarse con los accesorios para adultos que tiene Alex, como un bolso o un teléfono móvil.
Por su parte, Homer y Bart empiezan su negocio cosechando unos pocos centavos de beneficio a partir de los varios dólares que les costó la panceta, algo que les decepciona. Es por ello que Bart puntualiza que necesitan cantidades mayores de grasa, por lo que acuden al Krusty Burger donde pretenden robar el aceite de las freidoras. Una vez que han cargado el líquido en el coche de Marge, dos empleados de The Acne Grease y Shovel Company le usurpan a los Simpson todo el cargamento, no sin afirmar que ellos controlan el negocio de la grasa y de las palas en el municipio.
Mientras, Alex convence al director Skinner para que organice un baile escolar en vez del habitual evento de recogida de manzanas. Tras su aprobación, Alex y Lisa, junto con Sherri, Terri, Janey y Alison, acuden a comprar material de fiesta, pero las alumnas abandonan su cometido y comienzan a probarse vestidos para el baile, con la excepción de la Simpson. Tras abandonar el centro comercial, las chicas no se vuelven a hablar hasta el momento del evento, pese a las reticencias de Lisa de acudir al mismo. Finalmente, decide cambiar de actitud y opta por presentarse para sellar las entradas en la puerta, momento en el que se da cuenta de que en la sala de baile los chicos y las chicas están separados. Lisa explica a Alex que esto se debe a que son niños, y que aún no tienen la mentalidad de un adulto.
Al mismo tiempo, Homer y Bart llegan al colegio durante la fiesta para robar la grasa de la cocina, tras la sugerencia del hijo. Ambos se introducen de incógnito en la habitación y colocan una manguera en las freidoras para succionar todo el líquido y llevarlo al coche, pero el jardinero Willie los descubre en el acto y afirma que la grasa formaba parte de su plan de jubilación. Es así que, tras un intento de escape por parte de Homer, el empleado le acaba atrapando y comienza a estrangularle con la manguera, que acaba explotando debido al incremento de la presión y la grasa comienza a inundar el salón del baile. De esta forma, los estudiantes comienzan a hacer batallas de bolas de grasa, a la que finalmente Alex se acaba uniendo, una vez que Lisa le pide que se comporte como alguien de su edad.

## Producción

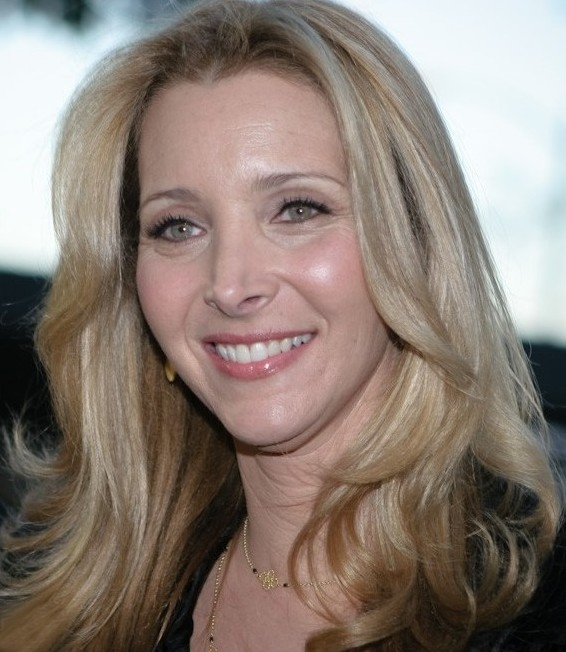
La actriz Lisa Kudrow fue la estrella invitada en este episodio, al interpretar el papel de Alex Whitney.

La dirección del episodio corrió a cargo de Dominic Polcino, mientras que sus orígenes se remontan a una conversación entre Jane O'Brien y Mike Scully, quien tiene cinco hijas, acerca de cómo las chicas siempre quieren crecer tan rápido, por lo que decidieron producir un cortometraje al respecto. Por su parte, la idea del guion vino de Jace Richdale, a quien se le ocurrió la parte en la que Homer se pone a vender grasa, tras leer un artículo en una revista que abordaba esos temas. Asimismo, varios aspectos de los personajes que aparecen en el capítulo fueron improvisados por Lisa Kudrow, quien fue la estrella invitada en esta ocasión. No obstante, la sugerencia de añadir el personaje de Alex fue una propuesta de Ron Hauge, quien trabajaba como guionista de la serie, mientras que el nombre fue idea de O'Brien, en referencia a su mejor amiga. Al mismo tiempo, la escena en la que aparece Homer con el ojo inflamado cuando el jardinero Willie le estrangula causó muchos momentos de risas en el estudio; de hecho, Scully comentó que lo usaba en cortes de vídeo que mostraba en la universidad.